# Oncocnemis x-scripta
Oncocnemis x-scripta är en fjärilsart som beskrevs av Shigero Sugi 1986. Oncocnemis x-scripta ingår i släktet Oncocnemis och familjen nattflyn. Inga underarter finns listade i Catalogue of Life.